# سيرينو
سيرينو، (بالإنجليزية: Serino)‏، هي مدينة و(بلدية) في مقاطعة أفيلينو، كامبانيا، جنوب إيطاليا.

## السكان
في سنة 1861 بلغ عدد السكان 6٬382 نسمة، وتطور العدد ليصل في سنة 2011 لـ 7٬129 نسمة.
يظهر هذا المخطط البياني تطور النمو السكاني لـ سيرينو

## توأمة
لسيرينو اتفاقيات توأمة مع:
- بايا ماري (2001 - )